# كيث ويبستر
كيث ويبستر (بالإنجليزية: Keith Webster)‏ هو لاعب كرة قدم بريطاني في مركز نصف الجناح، ولد في 6 نوفمبر 1945 في ستوكتون أون تيز ‏ في المملكة المتحدة. لعب مع دارلينجتون إف سى ونيوكاسل يونايتد.